# Arnulf II. (Cambrai)
Arnulf II. († 1012) war ein Graf von Cambrai und ein Graf im Hennegau (Mark Valenciennes). Er war ein Sohn des Grafen Arnulf I. von Cambrai.

## Leben
Nach dem Tod des Grafen Werner wurde Arnulf 973 zu dessen Nachfolger als Graf im Hennegau (Valenciennes) eingesetzt. Sein angeheirateter Onkel Amalrich hatte dort zuvor schon regiert. Zusammen mit Graf Gottfried von Verdun, der in Mons regierte, war er die folgenden Jahre mit der Abwehr der Brüder Reginar und Lambert beschäftigt, deren Sippe einst den Hennegau besessen hatte und nun mit der Unterstützung des westfränkischen Königs Lothar versuchte, ihn zurückzugewinnen. Am 19. April 976 schlugen sie in einer Schlacht vor Mons die Brüder aus Lotharingien zurück. Im Jahr 979 wehrte Arnulf erfolgreich, erneut mit der Unterstützung Gottfrieds von Verdun, einen Angriff König Lothars und anschließend einen Angriff des Grafen Odo von Vermandois auf Cambrai ab.
Nach dem Tod Gottfrieds von Verdun 998 musste Arnulf die Übernahme von Mons durch seinen einstigen Feind Reginar IV. akzeptieren. Auch musste er sich der Übergriffe des benachbarten Grafen Balduin IV. von Flandern erwehren, der 1006 im Bund mit den Reginaren Valenciennes eroberte, aber nach einem Gegenangriff König Heinrichs II. nach Flandern zurückgeschlagen werden konnte. Am 22. Oktober 1007 übertrug der spätere Kaiser die Grafschaft Cambrai an das Bistum Cambrai. Nach Arnulfs Tod im Jahr 1012 wurde Valenciennes vom Kaiser doch noch an den Grafen von Flandern vergeben.

## Weblink
- Counts of Cambrai bei fmg.ac (englisch)

| Vorgänger | Amt                                           | Nachfolger               |
| --------- | --------------------------------------------- | ------------------------ |
| Arnulf I. | Graf von Cambrai 967–1007                     | Bistum Cambrai           |
| Werner    | Graf im Hennegau (Mark Valenciennes) 973–1012 | Balduin IV. von Flandern |

| Personendaten    | Personendaten                                        |
| ---------------- | ---------------------------------------------------- |
| NAME             | Arnulf II.                                           |
| KURZBESCHREIBUNG | Graf von Cambrai und Graf im Hennegau (Valenciennes) |
| GEBURTSDATUM     | 10. Jahrhundert                                      |
| STERBEDATUM      | 1012                                                 |